# Kollegiatstift St. Maria Wertheim

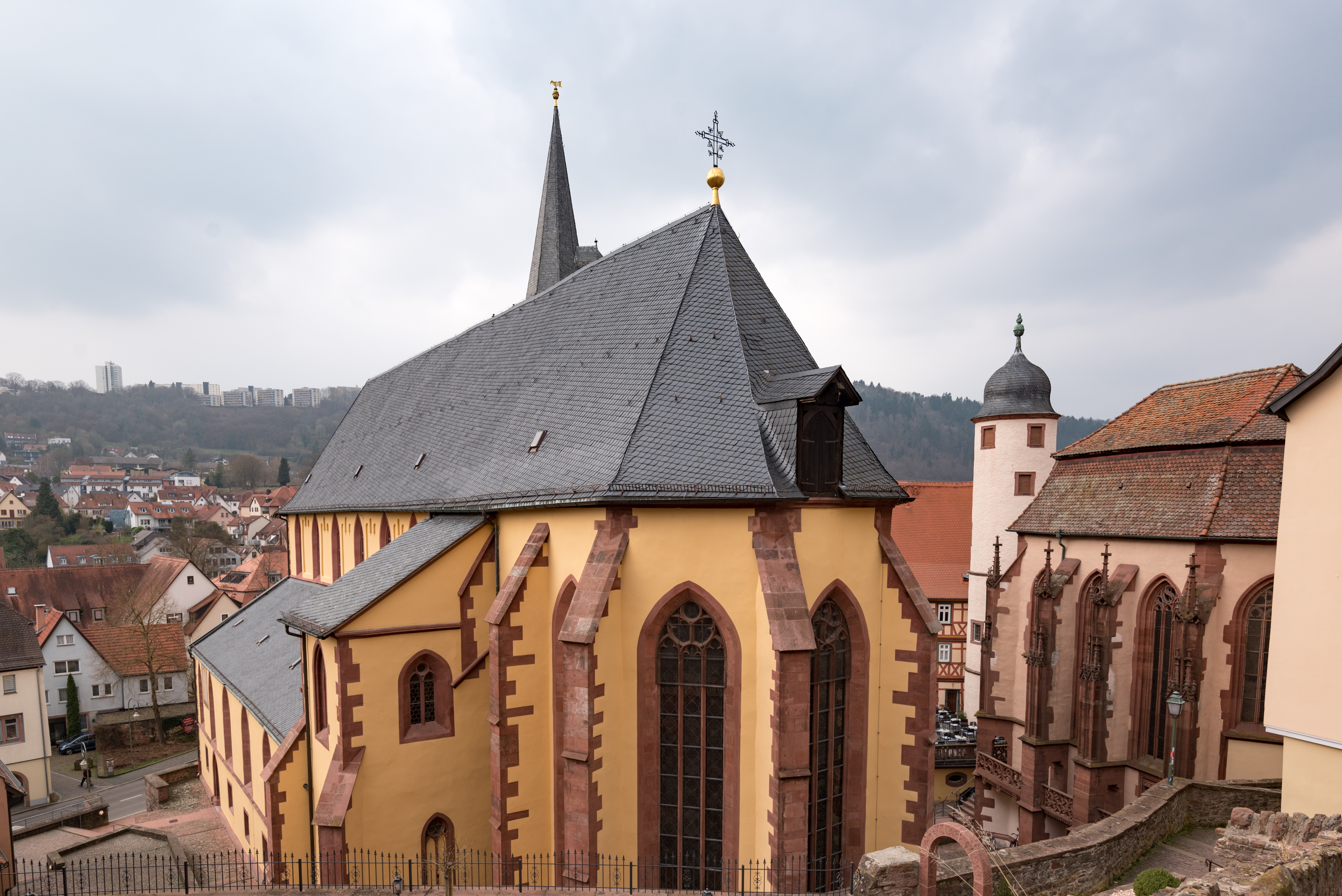
St.-Marien- und spätere Stiftskirche des Kollegiatstifts Wertheim

Das Kollegiatstift St. Maria Wertheim war ein Kollegiatstift in Wertheim im Main-Tauber-Kreis in Baden-Württemberg.

## Geschichte
Die Vorgängerinstitution der Stiftskirche Wertheim war die Pfarrkirche Wertheim mit dem Patrozinium St. Maria und Residenzstift der Grafen von Wertheim. Seit dem Jahre 1378 versahen hier Geistliche aus dem Zisterzienserkloster Bronnbach den Gottesdienst. Der Grundstein für eine dreischiffige Pfeilerbasilika mit langgestrecktem Chor – die spätere Stiftskirche – wurde am 24. Juni 1384 gelegt. Von einem romanischen Vorgängerbau aus der Zeit um 1200, von dem Teile übernommen wurden, war diese Kirche hervorgegangen. In einer Kapitelsverfassung legte man am 17. Januar 1419 die Ordnung der Wertheimer Pfarrkirche fest. Diese umfasste neben dem Pfarrer auch die Vikare für elf Altäre. Als liturgisches Vorbild galt der Würzburger Dom. Daneben wurde eine Trennung in Kleriker- und Laienkirche durchgesetzt. Im Jahre 1442 wurde der dazu notwendige Lettner gebaut. Diese Stiftung, die nach dem Vorbild einer Kollegiatkirche errichtet wurde, fand in den Jahren 1434 und 1440 weitere Neuordnungen in der Kapitelsverfassung. Im Jahre 1474 wurde durch Graf Johann III. von Wertheim (1454–1497) das Pfründenvermögen neu geregelt. Grundsätzlich unterschied sich die Pfarrkirche nur noch wenig von einem Kollegiatstift. Am 4. Juli 1481 wandelte schließlich Papst Sixtus IV. die Wertheimer Pfarrkirche in eine Kollegiatkirche um. Die Pfarrei wurde in der Folge ein Dekanat und die die Vikarien Kanonikate. Das Wertheimer Kapitel verfügte nun über Kapitelssiegel und Kapitelstisch. Das Einkommen des Kapitels bestand aus dem Einkommen der Pfarreien. Daneben standen dem Stift noch Ablässe zur Verfügung. Ferner gab es aus der Wertheimer Bürgerschaft regelmäßige Zuwendungen. Der erste Dekan der Kollegiatkirche war Graf Wilhelm von Wertheim. Auf ihn folgen seit 1492 Priester Johann Friedel (der ihn erst für zwei Jahre vertrat; ab 1494 dann als investierter Dekan erschien), seit 1512 Magister Caspar Kobolt und wohl ab 1521 Nicolaus Vetter. Nachdem schon seit 1518 Graf Georg II. von Wertheim die Reformbestrebungen Luthers unterstützte, hatte das Ende der Wertheimer Stiftskirche bereits begonnen. Seit 1522 befand sich ein lutherischer Prediger in der Stadt. Vermutlich bestand noch über mehrere Jahre hinweg parallel ein evangelischer Gottesdienst und eine katholische Messe des Stiftskapitels in der Stiftskirche. Einige Chorherren schlossen sich der neuen Lehre an. Die Kanonikate blieben zwar erhalten, aber nach Ausscheiden der Kanoniker wurden sie nicht mehr neu besetzt. Im Jahre 1547 wurde die letzte Pfründe eingezogen.

## Bibliothek
Das Wertheimer Kollegiatstift war mit einer beachtlichen Bibliothek ausgestattet. Im Jahre 1448, noch zu Zeiten als Pfarrkirche, vermachte Konrad Wellin von Reutlingen, Professor der Theologie an der Universität Köln und Vikar der Wertheimer Pfarrkirche, alle seine Bücher der Theologie, des kanonischen wie bürgerlichen Rechts, der Medizin und der „Artes“ (63 Bände) der Klerikergemeinschaft. Bereits 1445 wurde mit dem Bau von Bibliotheksräumen begonnen. In der Folge konnte die Bibliothek immer wieder vereinzelt erweitert werden. Schon im 14. Jahrhundert gab es eine an die Pfarrkirche angeschlossene Lateinschule in Wertheim.

## Sonstiges
Bereits seit etwa 1486/87 besaß Wertheim eine Orgel. Seit der Zeit des Grafen Johann I. von Wertheim ist der Chor gräfliche Grablege.